# Wolfgang
Wolfgang ist ein deutscher männlicher Vorname.

## Herkunft und Bedeutung
Wolfgang setzt sich zusammen aus althochdeutsch wolf „Wolf“ und ganc „Gang, Gehen, Waffengang, Streit“ und bedeutet in etwa „der mit dem Wolf [in den Kampf] geht“.
Jacob Grimm versteht den Wolf hier als magisches, heiliges (und von Wotan geschätztes) Tier, das den Sieg im Kampf weissagt, und entsprechend Wolfgang (latinisiert Lupambulus) als „Heldennamen“ mit der Bedeutung ‚Held, dem der Wolf des Sieges vorangeht‘.
Die Germanen fürchteten und verehrten gleichermaßen den Wolf als starken und mutigen Kämpfer. „In ein vernichtendes Raubtier fühlte sich der Mann verwandelt, wenn er in die Schlacht eintrat; dann wurde er ‚selbst zum Wolf’“. Möglicherweise zog sich ein Krieger dazu einen Wolfspelz über, in dem Glauben, die Kraft und Gefährlichkeit des Tieres übertrügen sich dadurch auf ihn. Vielleicht hatte er aber auch eine dem Wolf eigentümliche Art des Gehens oder Schleichens.
In der germanischen Mythologie begleiten die beiden Wölfe Geri und Freki den obersten Gott Odin; das hatte sicher Einfluss auf die Namensgebung. Als ursprüngliches Namensgebungsmotiv vermutet der Namenforscher Adolf Bach jedoch den Wunsch der Eltern für ihr Kind, „dass ihm durch einen Namenzauber die bewunderten Eigenschaften des Tieres […] zuteil werden möchten“.

## Verbreitung
Die frühesten Belege (Vulfgang) stammen aus dem 8. Jahrhundert. Ebenfalls findet sich im Reichenauer Verbrüderungsbuch (in der ersten Hälfte des 9. Jahrhunderts begonnen) ein früher Beleg für den Namen in der oberdeutschen Schreibweise Vuolfkanc.
Doch erst durch den Kult des heiligen Wolfgang von Regensburg (10. Jahrhundert) fand der Name weite Verbreitung. Zwischen dem 15. und dem 17. Jahrhundert avancierte Wolfgang v. a. in Süddeutschland und Österreich zu einem der beliebtesten Jungennamen; später wurde er häufig gegeben im Andenken an Wolfgang Amadeus Mozart (oder aber Johann Wolfgang von Goethe). Im 20. Jahrhundert kam der Name noch einmal in Mode, der Höhepunkt lag um 1960.

## Namenstag
Namenstag ist der 31. Oktober, bezeichnet als „(Sankt-)Wolfgangs-Tag“, nach dem heiligen Bischof Wolfgang von Regensburg.

## Namensträger

### A
- Wolfgang Abendroth (1906–1985),  deutscher Politik- und Rechtswissenschaftler
- Wolfgang Adenberg (* 1967), deutscher Musicalautor, Textdichter und Übersetzer
- Wolfgang Ambros (* 1952), österreichischer Liedermacher

### B
- Wolfgang Back (1943–2019), deutscher Fernsehredakteur
- Wolfgang Bahro (* 1960), deutscher Schauspieler und Kabarettist
- Wolfgang Beer (1959–2021), österreichischer Politiker (SPÖ)
- Wolfgang de Beer (1964–2024), deutscher Fußballtorhüter
- Wolfgang Benz (* 1941), deutscher Historiker
- Wolfgang Graf Berghe von Trips (1928–1961), deutscher Automobilrennfahrer
- Wolfgang Berghofer (* 1943), deutscher Funktionär und Politiker, Oberbürgermeister von Dresden
- Wolfgang Böck (* 1953), österreichischer Schauspieler
- Wolfgang Böhm (1936–2022), deutscher Agrarwissenschaftler
- Wolfgang Böhmer (1936–2025), deutscher Politiker (CDU)
- Wolfgang Bodenbender (1935–2025), deutscher Politiker (SPD) und Verwaltungsbeamter
- Wolfgang Borchert (1921–1947), deutscher Schriftsteller
- Wolfgang Bosbach (* 1952), deutscher Politiker (CDU)
- Wolfgang Bötsch (1938–2017), deutscher Politiker
- Wolfgang Brandstetter (* 1957), österreichischer Politiker
- Wolfgang Brendel (* 1947), deutscher Sänger (Bariton)
- Wolfgang Brezinka (1928–2020), deutsch-österreichischer Erziehungswissenschaftler
- Wolfgang Brügel (1883–1945), deutscher Politiker
- Wolfgang Burger (1952–2024), deutscher Schriftsteller
- Wolfgang Büttner (1912–1990), deutscher Schauspieler

### C
- Wolfgang Carl (* 1941), deutscher Philosoph
- Wolfgang I. zu Castell (1482–1546), deutscher Landesherr
- Wolfgang Cerny (* 1984), deutscher Schauspieler
- Wolfgang Clement (1940–2020), deutscher Politiker (SPD)
- Wolfgang von Closen (um 1503–1561), Bischof von Passau

### D
- Wolfgang Dauner (1935–2020), deutscher Pianist, Komponist, Jazzmusiker
- Wolfgang Dienelt (* 1961), deutscher Fußballspieler
- Wolfgang Dremmler (* 1954), deutscher Fußballspieler
- Wolfgang Drexler (* 1946), deutscher Politiker (SPD)
- Wolfgang Dreybrodt (1939–2025), deutscher Physiker
- Wolfgang Dyroff (1923–2018), deutscher Fotograf, Formgestalter und Industriedesigner

### E
- Wolfgang U. Eckart (1952–2021), deutscher Medizinhistoriker

### F
- Wolfgang Fahrian (1941–2022), deutscher Fußballspieler
- Wolfgang Feige (* 1949), deutscher Fußballspieler
- Wolfgang Feistritzer (* 1978), österreichischer Kabarettist
- Wolfgang Fellner (* 1954), österreichischer Journalist
- Wolfgang Fierek (* 1950), deutscher Schauspieler und Schlagersänger
- Wolfgang Filc (* 1943), deutscher Wirtschaftswissenschaftler und Hochschullehrer
- Wolfgang Fortner (1907–1987), deutscher Komponist, Kompositionslehrer und Dirigent
- Wolfgang Fürniß (1944–2017), deutscher Politiker (CDU)

### G
- Wolfgang Galow (* 1956), deutscher Fernschachspieler und Fotograf
- Wolfgang Gedeon (* 1947), deutscher Politiker (AfD)
- Wolfgang Gehrke (Politiker) (* 1945), deutscher Politiker (CDU)
- Wolfgang Gehrke (Fußballspieler) (* 1957), deutscher Fußballspieler
- Wolfgang Gerhardt (1943–2024), deutscher Politiker (FDP)
- Wolfgang Glück (1929–2023), österreichischer Regisseur und Drehbuchautor
- Johann Wolfgang von Goethe (1749–1832), deutscher Dichter
- Wolfgang Grams (1953–1993), deutscher Terrorist
- Wolfgang Griesert (* 1957), deutscher Politiker (CDU), Oberbürgermeister von Osnabrück
- Wolfgang Grönebaum (1927–1998), deutscher Schauspieler
- Wolfgang Gruner (1926–2002), deutscher Kabarettist
- Wolfgang Grupp (* 1942), deutscher Unternehmer
- Wolfgang Güllich (1960–1992), deutscher Kletterer

### H
- Wolfgang Haas (* 1948), Erzbischof des Fürstentums Liechtenstein
- Wolfgang G. Haas (* 1946), deutscher Musiker und Verleger
- Wolfgang Hamm (1944–2022), deutscher Komponist, Autor und Musikproduzent
- Wolfgang Haslberger (* 1992), deutscher Fußballschiedsrichter
- Wolfgang Heilemann (* 1942), deutscher Fotograf
- Wolfgang R. Heizmann (* 1949), deutscher Mikrobiologe
- Wolfgang Hepp (Schauspieler) (* 1941), deutscher Schauspieler
- Wolfgang Herrndorf (1965–2013), deutscher Schriftsteller
- Wolfgang Hesl (* 1986), deutscher Fußballspieler
- Wolfgang Heß (Numismatiker) (1926–1999), deutscher Numismatiker
- Wolfgang Hess (Synchronsprecher) (1937–2016), Schweizer Schauspieler und Synchronsprecher
- Wolfgang Hess (Journalist) (* 1952), deutscher Wissenschaftsjournalist
- Wolfgang René Hess (* 1961), deutscher Bioinformatiker und Hochschullehrer
- Wolfgang Hofer (Pseudonym Wolfgang; * 1950), österreichischer Schlagersänger und Liedtexter
- Wolfgang Höflinger (1937–2023), deutscher Fußballspieler
- Wolfgang Hohlbein (* 1953), deutscher Schriftsteller
- Wolfgang Holoch (* 1947), deutscher Fußballspieler
- Wolfgang Huber (Mediziner, 1935) (* 1935), deutscher Psychiater
- Wolfgang Huber (Mediziner, 1940) (* 1940), deutscher Internist, Nephrologe und Umweltmediziner
- Wolfgang Huber (* 1942), deutscher Theologe und Kirchenfunktionär
- Wolfgang Hübner (Regisseur) (1931–2017), deutscher Schauspieler, Regisseur und Drehbuchautor
- Wolfgang Hübner (Altphilologe) (* 1939), deutscher Altphilologe

### I
- Wolfgang Ischinger (* 1946), deutscher Diplomat

### J
- Wolfgang Joop (* 1944), deutscher Modedesigner

### K
- Wolfgang Kaempfer (1923–2009), deutscher Schriftsteller
- Wolfgang Kaiser (Informatiker) (1923–2005), deutscher Nachrichtentechniker und Hochschullehrer
- Wolfgang Kaiser (KgU) (1924–1952), deutscher Chemiestudent und Mitglied der Kampfgruppe gegen Unmenschlichkeit
- Wolfgang Kaiser (Physiker) (1925–2023), deutscher Physiker
- Wolfgang Kaiser (Chemiker) (* 1936), Schweizer Polymerwissenschaftler und Hochschullehrer
- Wolfgang Kaiser (Rechtswissenschaftler) (* 1963), deutscher Rechtswissenschaftler und Hochschullehrer
- Wolfgang Kaven (* 1940), deutscher Schauspieler und Hörspielsprecher
- Wolfgang Kemmer (* 1966), deutscher Schriftsteller und Herausgeber
- Wolfgang Kemp (* 1946), deutscher Kunsthistoriker und Hochschullehrer
- Wolfgang Kessler (General) (1922–2020), deutscher General
- Wolfgang Kessler (Historiker) (* 1946), deutscher Historiker
- Wolfgang Kessler (Wirtschaftswissenschaftler) (* 1956), deutscher Wirtschaftswissenschaftler und Hochschullehrer
- Wolfgang Kessler (Maler) (* 1962), deutscher Maler
- Wolfgang Ketterle (* 1957), deutscher Physiker
- Wolfgang Kiehl (1908–1979), deutscher Mediziner und Hochschullehrer
- Wolfgang Kieling (1924–1985), deutscher Schauspieler
- Wolfgang Kilian (Kupferstecher) (1581–1663), deutscher Kupferstecher
- Wolfgang Kilian (Jurist) (* 1939), deutscher Jurist und Rechtsinformatiker
- Wolfgang Philipp Kilian (1654–1732), deutscher Kupferstecher
- Wolfgang Kirchhoff (* 1959), deutscher Jurist und Richter
- Wolfgang Kleff (* 1946), deutscher Fußballspieler
- Wolfgang Kleiber (Sprachwissenschaftler) (1929–2020), deutscher Sprachwissenschaftler
- Wolfgang Klein (Schauspieler, 1908) (1908–1944), deutscher Schauspieler
- Wolfgang Klein (Fußballfunktionär) (1941–2017), deutscher Leichtathlet, Fernsehmoderator und Sportfunktionär
- Wolfgang Klein (Politiker) (* 1943), deutscher Politiker (SPD)
- Wolfgang Klein (Linguist) (* 1946), deutscher Linguist
- Wolfgang Klein (Journalist) (* 1946), deutscher Journalist
- Wolfgang Klein (Schauspieler, 1952) (1952–2020), deutscher Schauspieler und Kommunikationstrainer
- Wolfgang Klein (Manager) (* 1964), deutscher Bankmanager
- Wolfgang Koeppen (1906–1996), deutscher Schriftsteller
- Wolfgang Kohlhaase (1931–2022), deutscher Drehbuchautor und Schriftsteller
- Wolfgang Kolneder (1943–2010), österreichischer Theaterregisseur
- Wolfgang Kosack (* 1943), deutscher Ägyptologe, Koptologe und Sprachwissenschaftler
- Wolfgang Kraus (Schriftsteller) (1924–1998), österreichischer Schriftsteller
- Wolfgang Kraus (Chemiker) (1931–2025), deutscher Chemiker und Hochschullehrer
- Wolfgang Krebs (Geologe) (1933–1981), deutscher Geologe
- Wolfgang Krebs (Schauspieler) (* 1959), deutscher Schauspieler und Theaterregisseur
- Wolfgang Krebs (Kabarettist) (* 1966), deutscher Kabarettist
- Wolfgang Kriwanek, eigentlicher Name von Wolle Kriwanek (1949–2003), deutscher Musiker
- Wolfgang Krohn (* 1941), deutscher Techniksoziologe, Wissenschaftsphilosoph und Hochschullehrer
- Wolfgang Kubach (1936–2007), deutscher Bildhauer, siehe Kubach-Wilmsen
- Wolfgang Kubicki (* 1952), deutscher Politiker (FDP)
- Wolfgang Kuhlmann (* 1939), deutscher Philosoph und Hochschullehrer
- Wolfgang Kulenkampff (* 1941), deutscher Speditionskaufmann und Manager
- Wolfgang Kummer (Bobfahrer) (1914–1988), deutscher Bobfahrer
- Wolfgang Kummer (Physiker) (1935–2007), österreichischer Physiker
- Wolfgang Kummer (Eishockeyspieler) (* 1970), deutscher Eishockeyspieler

### L
- Wolfgang Laib (* 1950), deutscher Künstler
- Wolfgang Lambrecht (1944–2022), deutscher Chirurg und Hochschullehrer
- Wolfgang Lange (1915–1984), deutscher Mediävist und Hochschullehrer
- Wolfgang Lange (1921–1977), deutscher Pädagoge, Mathematiker und Hochschullehrer
- Wolfgang Lange (1938–2022), deutscher Kanute, Weltmeister
- Wolfgang Lauth (1931–2011), deutscher Jazzmusiker
- Wolfgang Lehr (1921–2012), deutscher Jurist und Intendant des Hessischen Rundfunks
- Wolfgang Lentz (1900–1986), deutscher Iranist und Hochschullehrer
- Wolfgang Lentz (1916–1995), deutscher Chirurg und Hochschullehrer
- Wolfgang Lenz (1925–2014), deutscher Maler und Grafiker
- Wolfgang Lenz (1942–2019), deutscher Opernsänger
- Wolfgang Leonhard (1921–2014), deutscher Historiker und Autor
- Wolfgang Günter Lerch (* 1946), deutscher Journalist, Orientalist und Autor
- Wolfgang Lesowsky (1942–2010), österreichischer Regisseur, Schauspieler und Autor
- Wolfgang Licht (1928–2019), deutscher Schriftsteller
- Wolfgang Liebe (Ingenieur) (1911–2005), deutscher Luftfahrtingenieur
- Wolfgang Liebe (Apotheker) (1917–2017), deutscher Apotheker
- Wolfgang Liebeneiner (1905–1987), deutscher Schauspieler und Regisseur
- Wolfgang Linger (* 1982), österreichischer Rennrodler, Olympiasieger
- Wolfgang Lippert (* 1952), deutscher Moderator
- Wolfgang Lücke (1926–2021), deutscher Wirtschaftswissenschaftler und Hochschullehrer
- Wolfgang Lücke (* 1956), deutscher Agrarwissenschaftler und Hochschullehrer

### M
- Wolfgang Marius (1469–1544), deutscher Zisterzienser, Abt von Aldersbach
- Wolfgang März (* 1955), deutscher Rechtswissenschaftler und Hochschullehrer
- Wolfgang Mayrhuber (1947–2018), österreichischer Manager
- Wolfgang Menge (1924–2012), deutscher Drehbuchautor, Schriftsteller und Journalist
- Wolfgang Menger (1919–2006), deutscher Kinderarzt, Privatdozent
- Wolfgang Menzel (Literaturhistoriker) (1798–1873), deutscher Literaturhistoriker, Literaturkritiker und Schriftsteller
- Wolfgang Menzel (Pädagoge) (1935–2023), deutscher Germanist und Pädagoge
- Wolfgang Metz (1919–1992), deutscher Bibliothekar und Historiker
- Wolfgang Michel (Japanologe) (* 1946), deutscher Sprach- und Kulturwissenschaftler
- Wolfgang Michel (Musiker) (* 1960), deutscher Dirigent
- Wolfgang Mischnick (1921–2002), deutscher Politiker (FDP)
- Wolfgang Mocker (1954–2009), deutscher Aphoristiker
- Wolfgang Mohr (1907–1991), deutscher Mediävist, Hochschullehrer
- Wolfgang Mohr (* 1952), deutscher Stabhochspringer
- Wolfgang Mössinger (* 1946), deutscher Brigadegeneral
- Wolfgang Amadeus Mozart (1756–1791), Musiker und Komponist
- Wolfgang Mückstein (* 1974), österreichischer Arzt und Politiker (Grüne)
- Wolfgang Mülberger (1900–1983), deutscher Jurist, Ministerialbeamter und Politiker
- Wolfgang Münzberg (1928–2022), deutscher Jurist und Hochschullehrer

### N
- Wolfgang Neuber (* 1956), österreichischer Literaturwissenschaftler, Hochschullehrer
- Wolfgang Neuss (1923–1989), deutscher Kabarettist und Schauspieler
- Wolfgang Niedecken (* 1951), deutscher Musiker
- Wolfgang Nissen (1925–2008), ehemaliger Generalarzt der Luftwaffe
- Wolfgang Nolte (Spion) (* um 1946), deutscher Spion, Oberleutnant der Bundeswehr

### O
- Wolfgang Oppermann (1937–2001), deutscher Maler, Grafiker und Bildhauer
- Wolfgang Orth (1944–2017), deutscher Althistoriker, Hochschullehrer
- Wolfgang Ortmanns (* 1958), deutscher Wirtschaftswissenschaftler
- Wolfgang Oschmann (* 1954), deutscher Paläontologe
- Wolfgang Overath (* 1943), deutscher Fußballspieler

### P
- Wolfgang Paul (Physiker) (1913–1993), deutscher Physiker
- Wolfgang Paul (Schriftsteller) (1918–1993), deutscher Journalist und Schriftsteller
- Wolfgang Paul (Fußballspieler) (* 1940), deutscher Fußballspieler
- Wolfgang Paul (Diplomat) (* 1947), österreichischer Diplomat
- Wolfgang Paul (Informatiker) (* 1951), deutscher Informatiker
- Wolfgang Pauli (1900–1958), österreichischer Physiker
- Wolfgang Pauritsch (* 1972), österreichischer Antiquitätenhändler und Auktionator
- Wolfgang Penk (1938–2023), deutscher Fernsehproduzent
- Wolfgang Petersen (1941–2022), deutscher Filmregisseur und Filmproduzent
- Wolfgang Petry (* 1951), deutscher Schlagersänger
- Wolfgang von Polheim (1458–1512), österreichischer Oberhauptmann und Regent in Niederösterreich
- Wolfgang Porsche (* 1943), österreichischer Manager
- Wolfgang Preuß (* 1949), deutscher Sänger, siehe Inga und Wolf
- Wolfgang Puck (* 1949), österreichischer Koch

### R
- Wolfgang Rademann (1934–2016), deutscher Filmproduzent
- Wolfgang Raufelder (1957–2016), deutscher Politiker (Bündnis 90/Die Grünen)
- Wolfgang Reisinger (Musiker, 1955) (1955–2022), österreichischer Jazzschlagzeuger
- Wolfgang Riechmann (1947–1978), deutscher Musiker
- Wolfgang Rihm (1952–2024), deutscher Komponist und Musikwissenschaftler
- Wolfgang Rittmann (1947–2016), deutscher Sportfunktionär
- Wolfgang Römer (* 1936), deutscher Jurist
- Wolfgang Rohde  (1950–2016), deutscher Musiker
- Wolfgang Rolff (* 1959), deutscher Fußballspieler
- Wolfgang Rudolph (Moderator) (* 1944), deutscher Fernsehmoderator

### S
- Wolfgang Sand (1937–2001), deutscher Brigadegeneral, Unterabteilungsleiter im Bundesnachrichtendienst
- Wolfgang Sander (Erziehungswissenschaftler, 1944) (* 1944), deutscher Sozial- und Erziehungswissenschaftler und Hochschullehrer (Münster)
- Wolfgang Sander (Erziehungswissenschaftler, 1953) (* 1953), deutscher Sozial- und Erziehungswissenschaftler und Hochschullehrer (Gießen)
- Wolfgang Sander-Beuermann (* 1947), deutscher Ingenieur
- Wolfgang Sandt (* 1960), deutscher Bildhauer und Autor
- Wolfgang Sauer (Historiker) (1920–1989), deutscher Historiker
- Wolfgang Sauer (Musiker) (1928–2015), deutscher Jazz- und Schlagersänger
- Wolfgang Sauer (Manager) (1930–2013), deutsch-brasilianischer Automobilmanager, Präsident von Volkswagen do Brasil
- Wolfgang Sauer (General) (* 1944), deutscher Brigadegeneral
- Wolfgang Sauer (Domkapitular) (* 1948), deutscher römisch-katholischer Priester
- Wolfgang Werner Sauer (1944–2023), deutscher Sprachwissenschaftler
- Wolfgang Sawallisch (1923–2013), deutscher Dirigent und Pianist
- Wolfgang Schadewaldt (1900–1974), deutscher Klassischer Philologe
- Wolfgang Schaeffer (* 2009), US-amerikanischer Schauspieler
- Wolfgang Schäuble (1942–2023), deutscher Politiker (CDU)
- Wolfgang Schick (Regisseur), deutscher Dialogbuchautor und Synchronregisseur
- Wolfgang Schikowski (1938–2022), deutscher Brigadegeneral
- Wolfgang Schilling (Fußballspieler, 1955) (1955–2018), deutscher Fußballspieler (Bielefeld, Berlin)
- Wolfgang Schilling (Fußballspieler, 1957) (* 1957), deutscher Fußballspieler (Jena)
- Wolfgang Schilling (Autor) (* 1957), deutscher Autor und Medienberater
- Wolfgang Schivelbusch (1941–2023), deutscher Publizist und Historiker
- Wolfgang Schlüter (Musiker) (1933–2018), deutscher Jazzmusiker
- Wolfgang Schmidbauer (* 1941), deutscher Psychoanalytiker und Schriftsteller
- Wolfgang Schneiderhan (Musiker) (1915–2002), österreichischer Violinist
- Wolfgang Schneiderhan (General) (* 1946), deutscher General
- Wolfgang Schnur (1944–2016), deutscher Jurist und Politiker
- Wolfgang Schonendorf (1925–1986), deutscher Hörspielregisseur
- Wolfgang Schorlau (* 1951), deutscher Schriftsteller
- Wolfgang Schreiber (Musikkritiker) (* 1939), deutscher Musikkritiker
- Wolfgang Schüler (Schriftsteller) (* 1952), deutscher Schriftsteller, Rechtsanwalt und Journalist
- Wolfgang Schüler (Fußballspieler) (1958–2024), deutscher Fußballspieler
- Wolfgang Schulhoff (1939–2014), deutscher Politiker (CDU), MdB
- Wolfgang Schulz (Liedermacher) (1941–1992), deutscher Liedermacher, Komponist und Musikproduzent
- Wolfgang Schüssel (* 1945), österreichischer Politiker (ÖVP)
- Wolfgang Schuster (Politiker, 1949) (* 1949), deutscher Politiker (CDU), Oberbürgermeister von Stuttgart
- Wolfgang Schuster (Politiker, 1958) (* 1958), deutscher Politiker (SPD), Landrat des Lahn-Dill-Kreises
- Wolfgang Schwalm (* 1954), deutscher Musiker, Mitglied der Wildecker Herzbuben
- Wolfgang Seeliger (* 1946), deutscher Dirigent
- Wolfgang Sehrt (1941–2021), deutscher Politiker (CDU)
- Wolfgang Seidenberg (* 1962), deutscher Schauspieler
- Wolfgang Seifen (* 1956), deutscher Organist, Komponist und Hochschullehrer
- Wolfgang Sobotka (* 1956), österreichischer Politiker (ÖVP)
- Wolfgang Spier (1920–2011), deutscher Schauspieler
- Wolfgang Staudte (1906–1984), deutscher Filmregisseur
- Wolfgang Stegmüller (1923–1991), österreichischer Philosoph
- Wolfgang Steinlechner (* 1942), österreichischer Architekt
- Wolfgang Sternberg (1887–1953), deutsch-US-amerikanischer Mathematiker, Hochschullehrer
- Wolfgang Stock (Mediziner, 1874) (1874–1956), deutscher Augenarzt
- Wolfgang Stock (Bildhauer) (1913–1997), deutscher Arzt und Bildhauer
- Wolfgang Stock (Mediziner, 1943) (1943–2012), deutscher Chirurg
- Wolfgang Stock (Journalist) (* 1959), deutscher Journalist, Medienberater und Hochschullehrer
- Wolfgang G. Stock (* 1953), deutscher Informationswissenschaftler
- Wolfgang zu Stolberg (1501–1552), deutscher Graf, Domprobst und Universitätsrektor
- Wolfgang F. Stolper (1912–2002), österreichisch-US-amerikanischer Ökonom, Hochschullehrer
- Wolfgang Stumph (* 1946), deutscher Schauspieler und Kabarettist
- Wolfgang Sühnholz (1946–2019), deutsch-US-amerikanischer Fußballtrainer
- Wolfgang Szepansky (1910–2008), deutscher Widerstandskämpfer, Autor und Maler

### T
- Wolfgang Thierse (* 1943), deutscher Politiker (SPD)
- Wolfgang Thiess (1911–1943), deutscher Widerstandskämpfer
- Wolfgang Tiedke (* 1951), deutscher Journalist
- Wolfgang Tiefensee (* 1955), deutscher Politiker (SPD)
- Wolfgang Timpel (1935–2024), deutscher Prähistoriker
- Wolfgang Trautwein (Mediziner) (1922–2011), deutscher Physiologe
- Wolfgang Trautwein (Diplomat) (1946–2023), deutscher Diplomat
- Wolfgang Trautwein (Literaturwissenschaftler) (* 1949), deutsche Literaturhistoriker
- Wolfgang Trautwein (Sportschütze) (* 1961), deutscher Sportschütze
- Wolfgang Troßbach (1927–2021), deutscher Leichtathlet und Fußballtrainer

### U
- Wolfgang Uchatius (* 1970), deutscher Journalist

### V
- Wolfgang Völz (1930–2018), deutscher Schauspieler

### W
- Wolfgang (Wrestler) (* 1986), schottischer Wrestler
- Wolfgang Wagner (Politiker, 1834) (Wolfgang Wagner senior; 1834–1902), deutscher Posthalter und Politiker (Zentrum), MdR
- Wolfgang Wagner (Opernregisseur) (1919–2010), deutscher Regisseur und Festspielleiter
- Wolfgang Wagner (Medienmanager) (* 1959), deutscher Medienmanager
- Wolfgang Wagner (Schauspieler) (* 1963), deutscher Schauspieler
- Wolfgang Eric Wagner (* 1966), deutscher Historiker und Hochschullehrer
- Wolfgang Wahl (1925–2006), deutscher Schauspieler und Hörspielsprecher
- Wolfgang Wahlster (* 1953), deutscher Informatiker und Hochschullehrer
- Wolfgang Christoph Truchsess von Waldburg (1643–1688), kurbrandenburgischer Generalmajor
- Wolfgang Weber (Fußballspieler) (* 1944), deutscher Fußballspieler
- Wolfgang Weiser (1928–1996), österreichischer Schauspieler
- Wolfgang Wesemann (1949–2025), deutscher Radrennfahrer
- Wolfgang Wetzel (Statistiker) (1921–2004), deutscher Wirtschaftswissenschaftler und Hochschullehrer
- Wolfgang Wetzel (Politiker) (* 1968), deutscher Politiker (Bündnis 90/Die Grünen)
- Wolfgang Wiltschko (* 1938), deutscher Zoologe und Verhaltensforscher
- Wolfgang Windgassen (1914–1974), deutscher Sänger (Tenor)
- Wolfgang Wolf (* 1957), deutscher Fußballtrainer
- Wolfgang von Wurzbach (1879–1957), österreichischer Romanist, Literaturwissenschaftler und Sammler

### Z
- Wolfgang Zanger (* 1968), österreichischer Politiker (FPÖ)
- Wolfgang Ziebart (* 1950), deutscher Industriemanager
- Wolfgang Zöller (* 1942), deutscher Politiker
- Wolfgang Zöllner (* 1928), deutscher Rechtswissenschaftler und Hochschullehrer

### Sonstige
- Wolfgang (Fürstenberg) (1465–1509), Graf von Fürstenberg
- Wolfgang (Pfalz-Zweibrücken) (1526–1569), Herzog von Pfalz-Zweibrücken
- Wolfgang Wilhelm (Pfalz-Neuburg) (1578–1653), Herzog von Pfalz-Neuburg
- Wolfgang (Pfalz-Neumarkt) (1494–1558), Pfalzgraf von Neumarkt
- Wolfgang (Anhalt-Köthen) (1492–1566), Landesfürst und Reformator
- Wolfgang (Braunschweig-Grubenhagen) (1531–1595), Fürst im Fürstentum Grubenhagen
- Wolfgang (Ortenburg) († 1519), Reichsgraf
- Wolfgang von Regensburg (um 924–994), Bischof von Regensburg, Heiliger, Schutzpatron von Bayern
- Wolfgang Funzfichler, Teil des fiktiven Bühnenpaars Wolfgang & Anneliese

## Ähnliche Vornamen
- Wolf (Vorname)
- Wolfbert
- Wolfdieter
- Wolfdietrich
- Wolfger
- Wolfgerd
- Wolfgünter
- Wolfhard
- Wolfheinrich
- Wolfhelm
- Wolfhorst
- Wolfjürgen
- Wolfmar
- Wolfrad
- Wolfram (Name)
- Wolfried
- Wolfrun
- Wolly

## Varianten
- Farkas (ungarisch)
- Farkaš (ungarisch, alternative Schreibweise)
- Lope (spanisch)
- Loup (französisch)
- Lupo (italienisch)
- Lupus (lateinisch)
- Lupambulus (lateinisch)